# Morgan Nicholls
Morgan Daniel Nicholls (ur. w 1971) – angielski muzyk, najbardziej znany ze współpracy z zespołami Senseless Things, Gorillaz, The Streets, a ostatnio z Muse. Jako 'Morgan' wydał również jeden solowy album – Organized z 2000 roku. 
Nicholls rozpoczynał karierę w Senseless Things, z którym w latach 1989–1995 wydał cztery albumy studyjne. W 2002 roku wyprodukował krążek grupy QueenAdreena, Drink Me. W sierpniu 2004 roku dołączył do angielskiego tria Muse, zastępując podczas V Festival kontuzjowanego basistę, Chrisa Wolstenholme'a. Od 2006 roku na stałe występuje z zespołem podczas koncertów, grając na keyboardzie, syntezatorze, czy też udzielając się jako wokalista wspierający. Jego właściwy debiut z grupą miał miejsce podczas festiwalu Radio 1's Big Weekend w Dundee, 13 maja 2006 roku. Nicholls nie jest jednak uznawany za pełnoprawnego członka – nie bierze udziału w wywiadach czy promocyjnych sesjach zdjęciowych. Oficjalnie Muse nadal pozostaje zespołem trzyosobowym. 

## Dyskografia

### Solo

#### Albumy
- 2000: Organized

#### Single
- 1999: "Miss Parker"
- 1999: "Soul Searching"
- 2000: "Flying High"
- 2000: "Sitting in the Sun"

### z Senseless Things
- 1989: Postcard C.V.
- 1991: The First of Too Many
- 1993: Empire of the Senseless
- 1995: Taking Care of Business